# Edmonton Symphony Orchestra

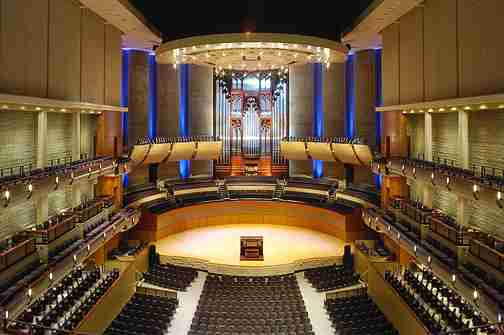
The Francis Winspear Centre for Music

La Edmonton Symphony Orchestra (ESO) è un'orchestra canadese con sede ad Edmonton, in Alberta. Come orchestra professionale della capitale creativa di Alberta presenta oltre 85 concerti all'anno di musica sinfonica in tutti i generi, dalla classica alla country. Attualmente nella sua 65ª stagione, l'orchestra è composta da 56 musicisti professionisti di base che si esibiscono per 41 settimane a stagione e che svolgono un ruolo attivo nella vita musicale di Edmonton e altrove come interpreti, insegnanti e artisti che registrano. L'ESO si esibisce anche come orchestra per le produzioni della Edmonton Opera e dell'Alberta Ballet e le sue registrazioni vengono regolarmente ascoltate in tutto il Canada su CBC Radio 2.

## Storia
L'Orchestra Sinfonica di Edmonton fu inizialmente formata come l'Orchestra della Comunità di Edmonton e diede il suo primo concerto il 14 novembre 1920. L'orchestra sospese le operazioni nel 1932, ma fu riportata in vita il 31 ottobre 1952, quando fu incorporata come organizzazione registrata senza fini di lucro. (Edmonton Symphony Society) e diede la sua prima rappresentazione il 30 novembre 1952. Compì il passaggio ad orchestra completamente professionale nel 1971.
Nel 1973 si decise di limitare l'orchestra alla dimensione "classica". Oggi il budget dell'ESO supera i 10 milioni di dollari ed i suoi orchestrali sono i musicisti canadesi più pagati ad ovest di Toronto.

## Sala da concerti
Nel settembre 1997 l'Edmonton Symphony Society e l'Edmonton Concert Hall Foundation completarono con successo una campagna di raccolta fondi di due decadi, per 45 milioni di dollari e l'ESO si trasferì dall'Auditorio del Nord dell'Alberta (la principale sede d'orchestra dal 1957) nella sua nuova sala da concerto, dall'acustica superba, 1716 posti a sedere del Francis Winspear Center for Music. Il gala inaugurale, in cui l'ESO eseguì la Sinfonia dei Mille di Mahler insieme alla Calgary Philharmonic Orchestra, si è svolse il 13 settembre 1997.

## Attività dell'orchestra

### Incarichi per la comunità
L'ESO è impegnata a servire la sua intera comunità, attraverso scelte di programmazione eclettica e attività di educazione e sensibilizzazione innovative. Ogni stagione quasi 30.000 studenti sperimentano la musica dell'orchestra al Winspear Center. Lo Young Composers Project, con i compositori locali come mentori, consente a determinati studenti delle scuole superiori di comporre opere orchestrali e ascoltarli come in una vera esibizione. Il festival annuale Symphony Under the Sky dell'orchestra è una meta popolare per gli abitanti di Edmonton nel weekend del Labor Day.

### Programmi e tournée
La storia dell'ESO e la natura varia della sua programmazione riflettono il suo impegno immaginativo nei confronti della sua comunità.
- Nel 1972 l'album dei Procol Harum Procol Harum Live: In Concerto con l'Orchestra Sinfonica di Edmonton e il suo singolo Conquistador sono diventati la prima registrazione orchestrale a raggiungere le vendite internazionali di platino.
- Nel 1985 l'ESO ha presentato in anteprima "Atayoskewin" di Malcolm Forsyth all'inaugurazione della raffineria scozzese della Shell Canada.
- Nel 1980 per celebrare il 75º anniversario di Alberta, l'orchestra andò in tournée nella provincia.
- Nel 1986 l'ESO si esibì a Vancouver all'Expo 86.
- Nel 1992 uno spettacolo televisivo dell'ESO con K.D. Lang condotto da Tommy Banks ricevette un Gemini Award per Best Television Variety Performance.
- Nel 1994 l'orchestra ha intrapreso un tour di cinque città (il "Northern Lights Tour") del nord dell'Alberta, Yukon e Northwest Territories.
- Nel 1996 l'ESO divenne la prima orchestra canadese a suonare in una First Nations Reserve.
- L'8 maggio 2012 l'ESO ha fatto il suo debutto alla Carnegie Hall, la sua prima esibizione al di fuori del Canada.

### Concerti speciali
Concerti speciali dell'ESO che hanno fatto il tutto esaurito hanno presentato, tra gli altri:
- k.d. lang nel 1985
- Tom Cochrane e Red Rider nel 1989
- The Arrogant Worms nel 2002
- Corb Lund nel 2005
- Paul Brandt nel 2006
- Video Games Live nel 2007
- Nikki Yanofsky nel 2008
- Concerti di ritrovo con i Procol Harum nel 1992 e 2010
- Ben Folds nel 2012 e 2014
- Ian Tyson nel 100º anniversario della Provincia di Alberta il 1º settembre 2005

Nel marzo 2011 l'ESO ha presentato un memorabile concerto dedicato esclusivamente alla musica di Frank Zappa e nel dicembre 2005 è tornata all'Auditorio del Giubileo del Nord dell'Alberta per presentare due concerti di Natale tutto esaurito con il cantante/pianista Michael W. Smith.
L'orchestra continua questa tradizione di lavorare con musicisti provenienti da una varietà di generi musicali. Nel dicembre 2012 ha eseguito due concerti natalizi con le Barenaked Ladies. Nel dicembre 2017 ha eseguito quattro concerti natalizi con Jann Arden.

## Direttori

### Direttori musicali e artistici
- Alexander Prior (Direttore principale)
- William Eddins 2005-2017 (nominato Direttore musicale emerito nel 2017)
- Grzegorz Nowak 1994-2002
- Uri Mayer 1981-1994 (nominato Direttore Laureato nel 1994)
- Pierre Hétu 1973-1979 (Direttore artistico), 1979-1980 (Direttore ospite principale)
- Lawrence Leonard 1968-1973
- Brian Priestman 1964-1968
- Lee Hepner 1952-1960

### Direttori d'orchestra
- Lucas Waldin 2009-2012 (Direttore residente)
- Petar Dundjerski 2006-2008 (Assistente Direttore residente)
- Kazuyoshi Akiyama 2004-2005 (Direttore ospite principale)
- Franz-Paul Decker 2003-2004 (Direttore ospite principale)
- David Hoyt 1985-2002 (Direttore ospite residente, Direttore residente), 2002-2003 (Direttore artistico)
- Peter Nero 1984-1985 (Pops Direttore musicale)
- Daniel Swift 1983-1984 (Assistente direttore)
- Yuval Zaliouk 1980-1981 (Direttore principale ad interim)
- Mitch Miller 1979-1982 (Direttore ospite principale per Pops)
- Peter McCoppin 1978-1980 (Assistente direttore)
- John Barnum 1975-1977 (Assistente direttore)
- Tom Rolston 1960-1964 (Direttore associato)

### Primi violini
- Robert Uchida 2013-presente
- Eric Buchmann (ad interim) 2010-2013
- Martin Riseley 1994-2010
- Eric Buchmann, Richard Caldwell, Virginie Gagné, Broderyk Olson (ad interim, a rotazione) 2009-2010
- John Lowry 2002-2003 (ad interim)
- James Keene 1972-1994
- Charles (Karol) Dobiáš 1970-1972
- Marguerite Marzantowicz 1960-1964 (ad interim), 1964–1970
- Tom Rolston 1958-1964
- Walter Holowach 1957-1958 (ad interim)
- Alexander Nicol 1952-1957

## Compositori in residenza
Nell'agosto 2016 John McPherson è stato nominato quarto compositore in residenza dell'orchestra.

### Robert Rival
Il terzo compositore in residenza dell'orchestra (2011-2014) ha scritto sei lavori importanti per l'orchestra durante la sua residenza:
- Delights & Discords (2014)
- Northwest Passage Variations (2014)
- Symphony No. 2 "Water" (2013)
- Achilles and Scamander (2012)
- Lullaby (2012)
- Whirlwind (2012)

### Allan Gilliland

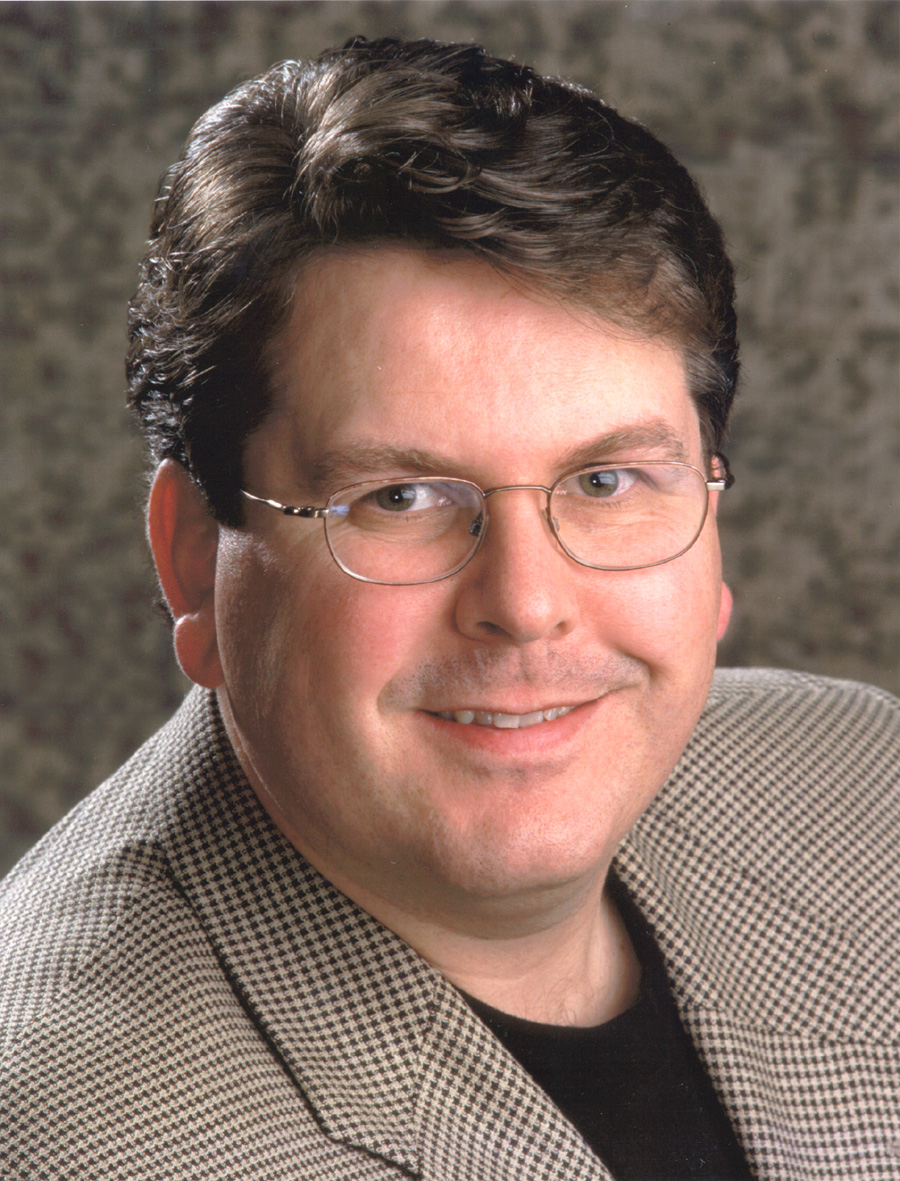
Allan Gilliland

Il secondo compositore in residenza dell'ESO (2000-2004) ha composto nove lavori importanti per l'orchestra, nonché una nuova orchestrazione colorata dell'Inno nazionale del Canada. Prima della sua residenza, Gilliland era stato incaricato di scrivere due lavori per l'ESO. Dopo la sua residenza, fu incaricato di scrivere due opere dal sapore jazz: una rapsodia per pianoforte e orchestra e una suite per tromba e orchestra.
- Dreaming of the Masters III (2010) (funded by the Alberta Foundation for the Arts)
- Dreaming of the Masters II (Rhapsody GEB) (2008) (co-commission with CBC)
- Above the Fold (2004)
- Calixa Lavallée O Canada (new orchestration) (2004)
- Dreaming of the Masters I (2003)
- Gaol's Ruadh Ròs – A Celtic Concerto for Two Harps (2003)
- Always Be True (2002)
- Violin Concerto (2002)
- A Wild Symphonic Ride (2002)
- Loch na Beiste (2001)
- On the Shoulders of Giants (2001)
- Shadows and Light (2000)
- Winspear Fanfare (1997)
- Trumpet Concerto (1994)

### John Estacio

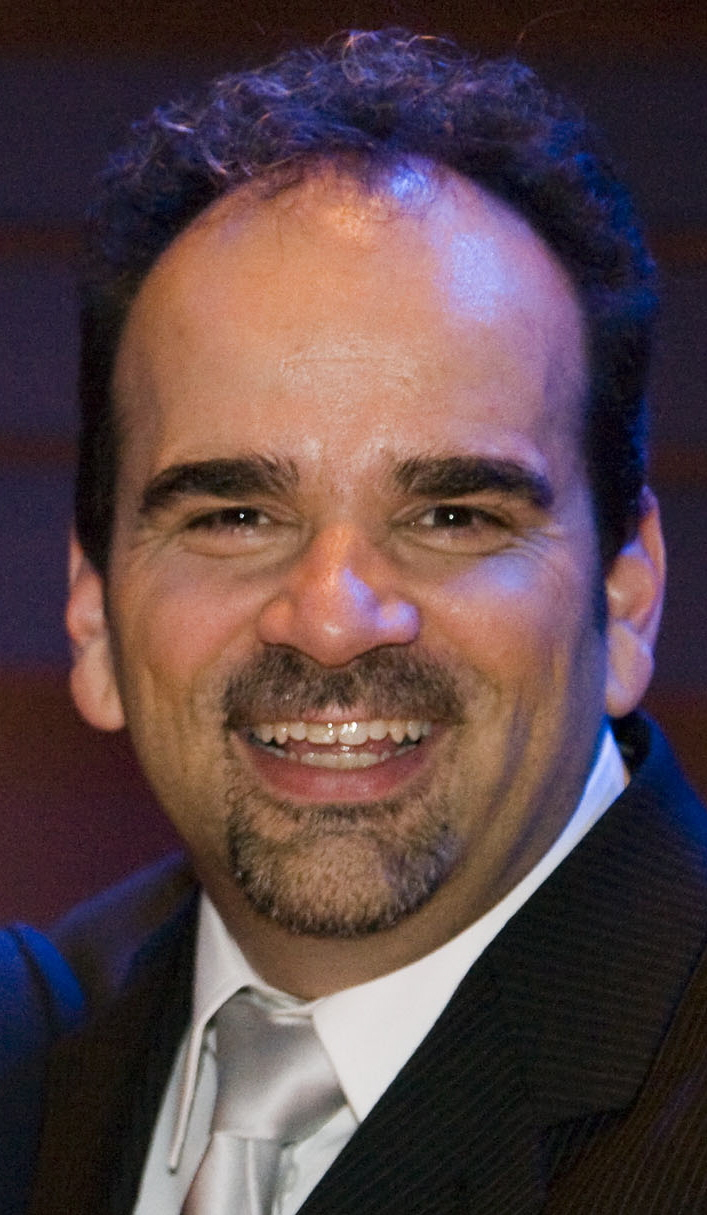
John Estacio

È stato il primo compositore in residenza dell'ESO (1992-1999). Ha anche prodotto nove opere importanti per l'orchestra durante la sua residenza:
- The Twins and the Monster (2001)
- The Brass Ring (1999)
- Frenergy (1998)
- Concerto for Piano, Violin and Cello (1997)
- Wondrous Light (1997)
- Borealis (1997)
- Victims of Us All (1996)
- A Farmer's Symphony (1994)
- Alegria (1994)

## Commissioni dal Canada

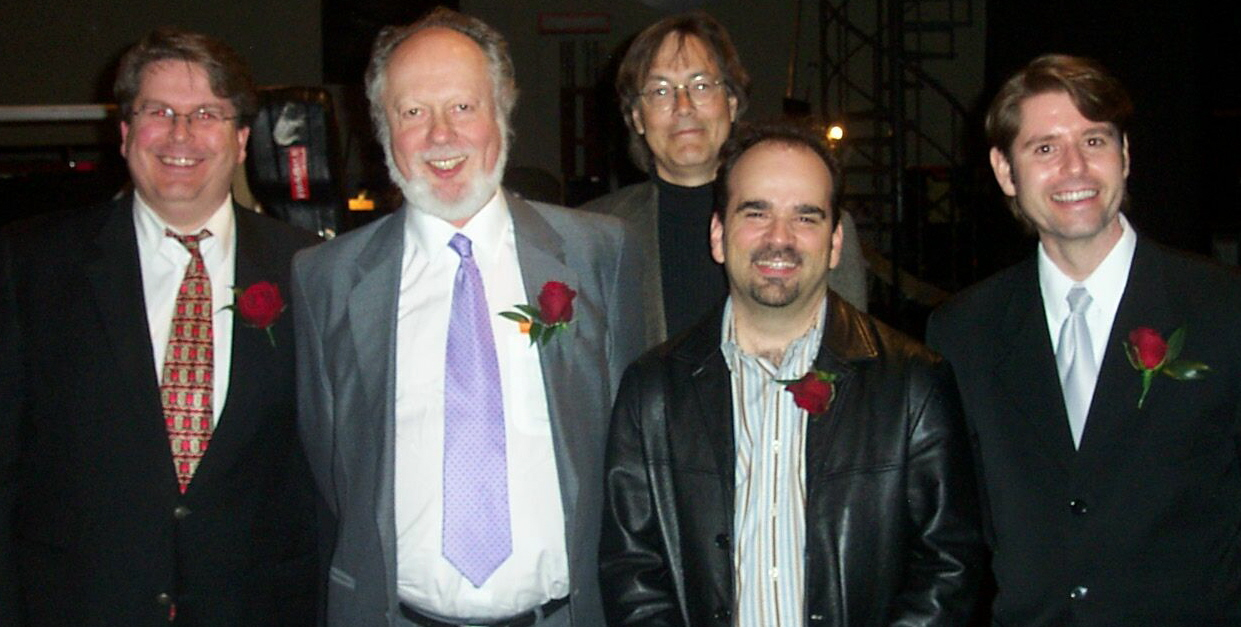
Composers Allan Gilliland, Malcolm Forsyth, Allan Gordon Bell, John Estacio, and Jeffrey McCune following the Edmonton Symphony's performance of their music in April 2005

L'ESO ha una lunga tradizione di commissionare e di eseguire opere di compositori canadesi e in particolare di Alberta.  Il 29 aprile 2005 l'ESO ha presentato un concerto di musica molto applaudito di cinque compositori contemporanei di Alberta: Allan Gordon Bell, John Estacio, Malcolm Forsyth, Allan Gilliland e Jeffrey McCune, nella Southam Hall presso il National Arts Centre di Ottawa come parte del festival Alberta Scene. Nel maggio 2012 l'ESO ha eseguito le anteprime americane della musica dei suoi primi tre compositori in residenza al secondo festival annuale del Festival Spring for Music alla Carnegie Hall.

### Lavori commissionati
I lavori commissionati dalla Edmonton Symphony Orchestra sono:
- Louis Applebaum Concertante / Prelude / Incantation / Sinfonia / Evocations for Two Pianos and Orchestra
- Violet Archer Prelude - incantation / Sinfonia
- Allan Gordon Bell Symphonies of Hidden Fire
- Patrick Cardy Trobadores
- George Fiala Overtura Buffa
- Malcolm Forsyth Symphony No. 2 '... A Host of Nomads...' / Requiem for the Victims in a Wartorn World / Siyajabula! We Rejoice! / A Ballad of Canada
- Allan Gilliland Dreaming of the Masters II
- Stewart Grant Symphony ("Et in Terra…")
- Ronald Hannah Suite of orchestral dances: the common air that bathes the globe
- Jacques Hétu Concerto for Organ
- Yuri Laniuk Palimpsesty
- Raymond Luedeke Tales of the Netsilik
- Rod McKuen The Ballad of Distances - Symphonic Suite, Opus 40
- François Morel Neumes d'espace et reliefs
- Jeffrey McCune Aquamarine / Dance Suite / Overture Sauvage
- John McPherson Walk in Beauty
- Kelly-Marie Murphy Utterances
- Cha Ka Nin Memento Mori
- Randolph Peters WildFire
- Laurie Radford a tangle in the throat
- Manus Sasonkin Musica post prandia
- Robert Turner Shades of Autumn

## Discografia e Video
Procol Harum Live: In concerto con la Edmonton Symphony Orchestra
(Procol Harum, Da Camera Singers, Lawrence Leonard direttore d'orchestra, 1972)
Conquistador / Whaling Stories / A Salty Dog / All This and More / In Held 'Twas In I / Luskus Delph
Musiche di Haydn, Debussy, Wirén
(Boris Brott and John Avison direttori d'orchestra, 1973)
Haydn Sinfonia n. 99 / Debussy Petit suite: En bateau / Wirén March
McKuen La ballata delle distanze: suite sinfonica, Opus 40
(Tommy Banks direttore d'orchestra, 1973)
Scarlet and Gold / L'Escarlet et L'Or - Alberta R.C.M.P. Celebrazioni del secolo, 1874-1974
(Tommy Banks direttore d'orchestra, 1974)
Dere Overture / Rebellion / Tribute to the R.C.M.P.
Musiche di Wolf, Purcell, Adaskin, Warlock
(Pierre Hétu direttore d'orchestra, 1975)
Wolf Italian Serenade / Purcell The Married Beau Suite (Arr. Holst) / Adaskin Diversion for orchestra (an entertainment) / Warlock Six Italian Dances
Musiche di Ibert, Françaix, Rameau
(Pierre Hétu direttore d'orchestra, 1976)
Ibert Suite symphonique: "Paris" / Françaix Sérénade / Rameau Les fêtes d'Hébé
Suite orchestrali delle isole britanniche
(Uri Mayer direttore d'orchestra, 1983)
Vaughan Williams English Folk Song Suite / Warlock Capriol Suite / Harty A John Field Suite
Grandi arie per tenore
(Ermanno Mauro tenor, Uri Mayer direttore d'orchestra, 1984)
Bizet "La fleur que tu m’avais jetée" (Carmen) / Massenet "O Souverain, ô juge, ô père!" (Le Cid) / Puccini "Che gelida manina" (La bohème) / Leoncavallo "Recitar!...Vesti la giubba" (Pagliacci) / Verdi "Niun mi tema" (Otello) / Gounod "Ah! lêve-toi, soleil" (Romeo e Giulietta) / Massenet "Pourquoi me réveiller?" (Werther) / Puccini "E lucevan le stelle" (Tosca) / Puccini "Nessun dorma" (Turandot) / Giordano "Un dì all'azzurro spazio", anche nota come "L'improvviso" (Andrea Chénier) / Verdi "Ma se m'è forza perderti" (Un ballo in maschera) / Verdi "Ah si, ben mio...Di quella pira" (Il trovatore)
Grandi arie verdiane
(Louis Quilico baritono, Uri Mayer direttore d'orchestra, 1984)
"E sogno o realtà?" (Falstaff) / "Morir! tremenda cosa...Urna fatale de mio destino" (La forza del destino) / "Cortigiani, vil razza dannata" (Rigoletto) / "Vanne! la tua meta già vedo...Credo in un Dio crude!" Otello) / "Perfidi!...Pietà, rispetto, amore" (Macbeth) / "Tutto è deserto...Il Balen del suo soriso" (Il trovatore) / "Di Provenza il mar, il suol" (La traviata) / "Alzati! là tuo figlio...Eri tu che macchiavi quell’anima" (Un ballo in maschera)
Musica di Forsyth e Freedman
(Uri Mayer direttore d'orchestra, 1985)
Freedman Oiseaux exotiques / Forsyth Atayoskewin (Juno Award: Best Classical Composition)
Overtures canadesi e russe
(Uri Mayer direttore d'orchestra, 1986)
Forsyth Jubilee Overture / Ridout Fall Fair / Morawetz Overture to a Fairy Tale / Shostakovich Festive Overture, Opus 96 / Borodin Il principe Igor: Overture / Kabalevsky Colas Breugnon: Overture / Glinka Ruslan e Ljudmila: Overture
Fiala The Kurelek Suite
(Uri Mayer direttore d'orchestra, 1987)
Concerti per arpa
(Gianetta Baril arpa, Uri Mayer direttore d'orchestra, 1987)
Ginastera Harp Concerto, Opus 25 / Morawetz Concerto for Harp and Chamber Orchestra (Juno Award: Best Classical Composition)
Grandi Marce Orchestrali
(Uri Mayer direttore d'orchestra, 1988)
Fučík Entrance of the Gladiators / Alford Colonel Bogey / Sousa Stars and Stripes Forever / Elgar Pomp & Circumstance No. 4 / Farnon State Occasion / Papineau-Couture Marche de Guillaument / Beethoven Turkish March (da The Ruins of Athens) / Schubert Marche Militaire / Johann Strauss Marcia Radetzky / Healey Willan Centennial March / Delibes Cortège de Bacchus / Čajkovskij Jurisprudence March / Michael Conway Baker March (Evocations, Movement II) / Adaskin March No. 2 / Halvorsen Triumphal Entry of the Boyars / Grieg "March of the Dwarfs" (da Lyric Suite / Herbert March of the Toys (da Babes in Toyland) / Rodgers March of the Siamese Children (da The King & I) / John Williams The Imperial March (da L'Impero colpisce ancora)
Opere per violoncello e orchestra
(Shauna Rolston violoncello, Uri Mayer direttore d'orchestra, 1989)
Morawetz Memorial to Martin Luther King / Bruch Kol Nidrei, Opus 47 / Fauré Élégie for Cello and Orchestra, Opus 24 / Dvořák Silent Woods, Opus 68 No. 5 / Bliss Concerto for Cello and Orchestra
Le sessioni sinfoniche
(Tom Cochrane, Red Rider, George Blondheim direttore d'orchestra, 1989)
Light in the Tunnel / Human Race / Can’t Turn Back / Napoleon Sheds His Skin / White Hot / Big League / Calling America / Avenue "A" / Bird on a Wire / Boy Inside the Man / Lunatic Fringe / Good Times / The Next Life
Musica di Britten e Willan
(Uri Mayer direttore d'orchestra, 1993)
Britten Canadian Carnival, Opus 19 / Britten Peter Grimes: Four Sea Interludes, Opus 33a / Willan Symphony No. 2 in C minor
Scene russe
(Uri Mayer direttore d'orchestra, 1997)
Ippolitov-Ivanov Caucasian Sketches, Opus 10 / Tchaikovsky Eugene Onegin, Opus 24: Polonaise / Tchaikovsky La bella addormentata, Opus 66: Waltz / Shostakovich The Age of Gold: Suite, Opus 22a: Polka / Borodin In the Steppes of Central Asia / Rimsky-Korsakov The Golden Cockerel: Suite
Electra Rising: musica di Malcolm Forsyth
(William Street sassofono, Amanda Forsyth violoncello, Grzegorz Nowak direttore d'orchestra, 1998)
Valley of a Thousand Hills / Tre Vie / Electra Rising (Juno Award: Best Classical Composition)
Musica di Smetana e Janáček
(Grzegorz Nowak direttore d'orchestra, 1999)
Smetana Má vlast (original 1875 version) / Janáček Moravian Dances
P.J. Perry e la Edmonton Symphony Orchestra
(P.J. Perry, sassofono, David Hoyt direttore d'orchestra, 1999)
Django / Charlie Parker Medley / Bossa Nova Medley / They Kept Bach's Head Alive / Ballad Medley / Hand In Hand / Harlem Nocturne / The Old Castle / Strike Up The Band
Semi-Conducted (CD) / Three Worms and an Orchestra (DVD)
(The Arrogant Worms, David Hoyt direttore d'orchestra, 2003)
Overture / Big Fat Road Manager / Canada's Really Big / Rocks and Trees / Log In to You / I am Cow / Last Saskatchewan Pirate / Gaelic Song / Me Like Hockey / Carrot Juice is Murder / Dangerous / Billy the Theme Park Shark / Céline Dion / We are the Beaver
Frenergy: La Musica di John Estacio
(Mario Bernardi direttore d'orchestra, 2004)
Frenergy / A Farmer's Symphony / Bootlegger's Tarantella / Such Sweet Sorrow / Solaris / Borealis / Wondrous Light
Steve Bell in concerto con l'Edmonton Symphony Orchestra (DVD)
(Steve Bell, vocalist, Rei Hotoda direttore d'orchestra, 2008)
Here By the Water / Deep Calls to Deep / Waiting for Aidan / Burning Ember / Lord of the Starfields / Even So / Wellspring / Holy Lord
Carl Czerny - Un genio ritrovato
(Jolaine Kerley soprano, Joy-Anne Murphy alto, Benjamin Butterfield tenor, Paul Grindlay bass, André Moisan clarinet, Grzegorz Nowak and Leonard Ratzlaff direttore d'orchestras, 2011; registrato in 2002)
Grand Overture in C minor, Opus 142 1 / Overture in E major / Offertorium: "Benedicat nos Deus", Opus 737
Logos Futura
(Antonio Peruch fisarmonica, Grzegorz Nowak direttore d'orchestra, 2011; registrato in 2001)
Forsyth Concerto for Accordion and Orchestra
Un concerto per New York
(Angela Cheng pianoforte, Denise Djokic violoncello, Juliette Kang violino, Jens Lindemann trumpet, William Eddins direttore d'orchestra, 2013)
Robert Rival Lullaby / Estacio Triple Concerto / Gilliland Dreaming of the Masters III / Martinů Symphony No. 1 / Bernstein "Mambo" (da Symphonic Danze da "West Side Story")
True North - The Canadian Songbook
(Eleanor McCain vocalist, Denise Djokic violoncello, Paul Pike native flute, Pro Coro Canada, Martin MacDonald direttore d'orchestra, 2017)
McLachlan Angel (Arranged by Darren Fung) / Robertson Broken Arrow (Arranged by Don Breithaupt) / MacLellan Snowbird (Arranged by Don Breithaupt)